# Virgin Australia
Pour les articles homonymes, voir Pacific Blue.
Virgin Australia (Code AITA : VA ; code OACI : VOZ), anciennement Virgin Blue, Pacific Blue et V Australia, est la deuxième compagnie aérienne la plus importante d'Australie.
La compagnie aérienne à bas prix a pour société mère Virgin Group.

## Histoire
Le 7 décembre 2011, la compagnie Virgin Australia a renommé, comme elle l'avait annoncé au cours de l'année, V Australia, Pacific Blue et Polynesian Blue. V Australia et Pacific Blue ont ainsi pris le nom de Virgin Australia afin de renforcer l'image du groupe sous une même identité. Polynesian Blue a été renommé Virgin Samoa.
Le 21 avril 2020, en raison des effets de la pandémie de coronavirus en cours, Virgin Australia se met volontairement en cessation de paiements, tout en continuant ses activités. La compagnie serait également redevable d'une dette de 16 millions de dollars accumulée au fil du temps en lien avec des taxes d'utilisation du terminal de l'aéroport de Perth, au point où ce dernier aurait bloqué sur son tarmac quatre avions de la compagnie en avril 2020 afin de forcer le règlement des impayés.

## Identité visuelle

Logo de Virgin Blue d'août 2000 à mai 2011
Logo de Pacific Blue de 2003 à décembre 2011
Logo de V Australia de 2007 à décembre 2011
Logo de Virgin Australia depuis mai 2011

## Destinations

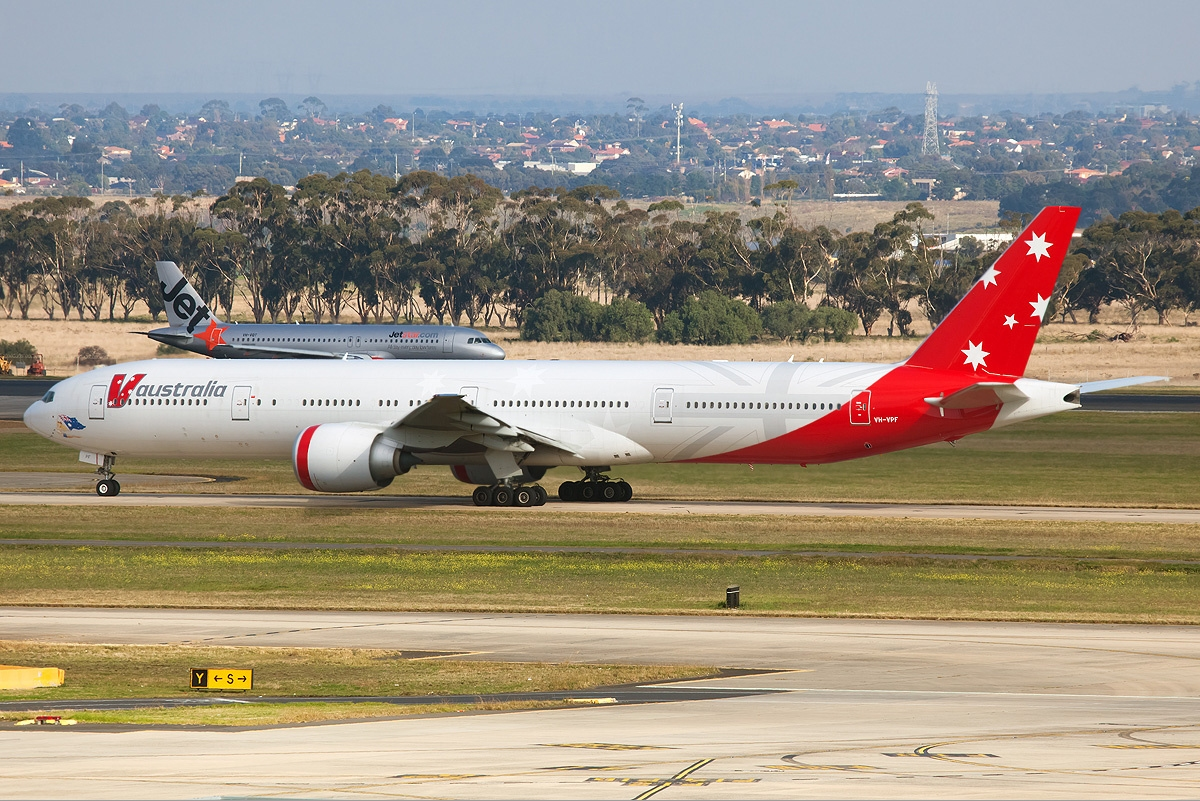
Ancien B777-300er de la compagnie Virgin Australia.

La compagnie australienne dessert plus de 55 destinations en Océanie, en Amérique du Nord et en Asie.

### Partage de code
Virgin Australia partage ses codes avec les compagnies aériennes suivantes :

### A
- Air Canada
- ITA Airways

### D
- Delta Air Lines (Coentreprise)

### E
- Etihad Airways

### H
- Hainan Airlines
- Hawaiian Airlines
- Hong Kong Airlines

### S
- Singapore Airlines
- South African Airways

### T
- Tigerair Australia

### V
- Virgin Atlantic

## Flotte

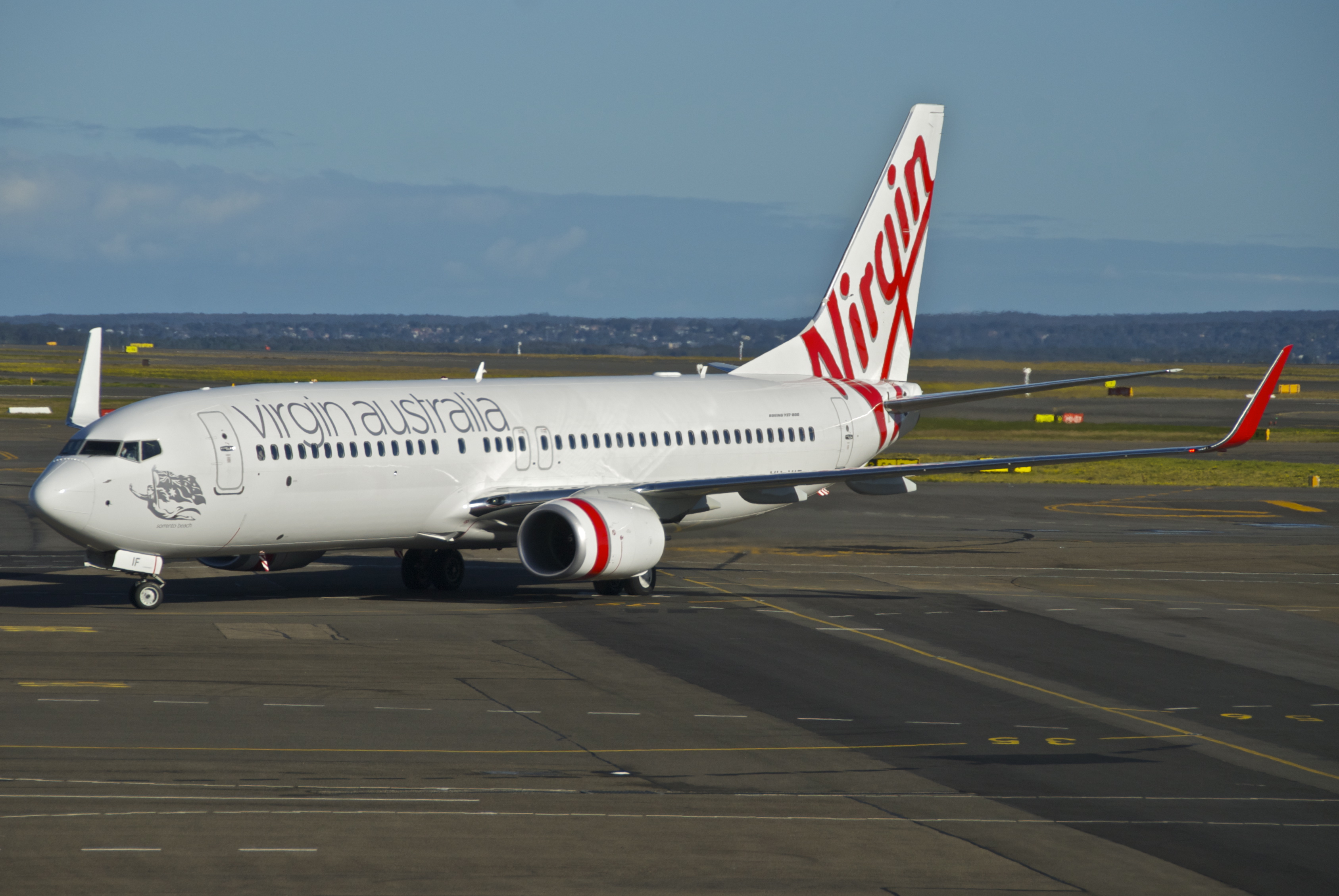
Boeing 737-800 de Virgin Australia au roulage à

La flotte de Virgin Australia, en mars 2022 se constituait de 86 avions et 75 aéronefs en commandes :
| Avion           | En service | Commandes | Passagers | Passagers | Passagers | Passagers | Notes                                                 |
| Avion           | En service | Commandes | J         | W         | Y         | Total     | Notes                                                 |
| --------------- | ---------- | --------- | --------- | --------- | --------- | --------- | ----------------------------------------------------- |
| Fokker 100      | 11         | -         |           |           | 100       | 100       |                                                       |
| Boeing 737-700  | 2          | 2         | 8         | —         | 120       | 128       | Les avions devront être livrées à partir de mars 2022 |
| Boeing 737-800  | 68         | 73        | 8         | —         | 168       | 176       | Livraison dès 2022                                    |
| Airbus A320-200 | 5          | -         |           |           | 168       | 168       |                                                       |
| Total           | 86         | 75        |           |           |           |           |                                                       |